# Henrik Heimer
Henrik Valentin Heimer, född 14 december 1866 i Östra Nöbbelövs församling, Kristianstads län, död 8 februari 1920 i Helsingborgs Maria församling, Helsingborgs stad, Malmöhus län,
var en svensk kompositör och musikdirektör. 

## Biografi
Heimer, som var son till en organist, avlade själv organistexamen i Lund 1883, musikdirektörsexamen vid Musikkonservatoriet i Stockholm 1892, musiklärarexamen där 1894 och organistexamen där 1897. Han var organist i Västra Karups och Torekovs församlingar 1885–98 och i Nyköpings östra församling 1898–1901, musiklärare vid högre allmänna läroverket i Skara 1899–1901 och vid högre allmänna läroverket i Helsingborg från 1901 och organist vid Sankta Maria kyrka i Helsingborg från 1904. Han utgav sång-, orgel- och pianokompostioner, bland annat musiken till Harald Jacobsons text Sverige är mitt allt på jorden.